# Osiedle Krowodrza Górka

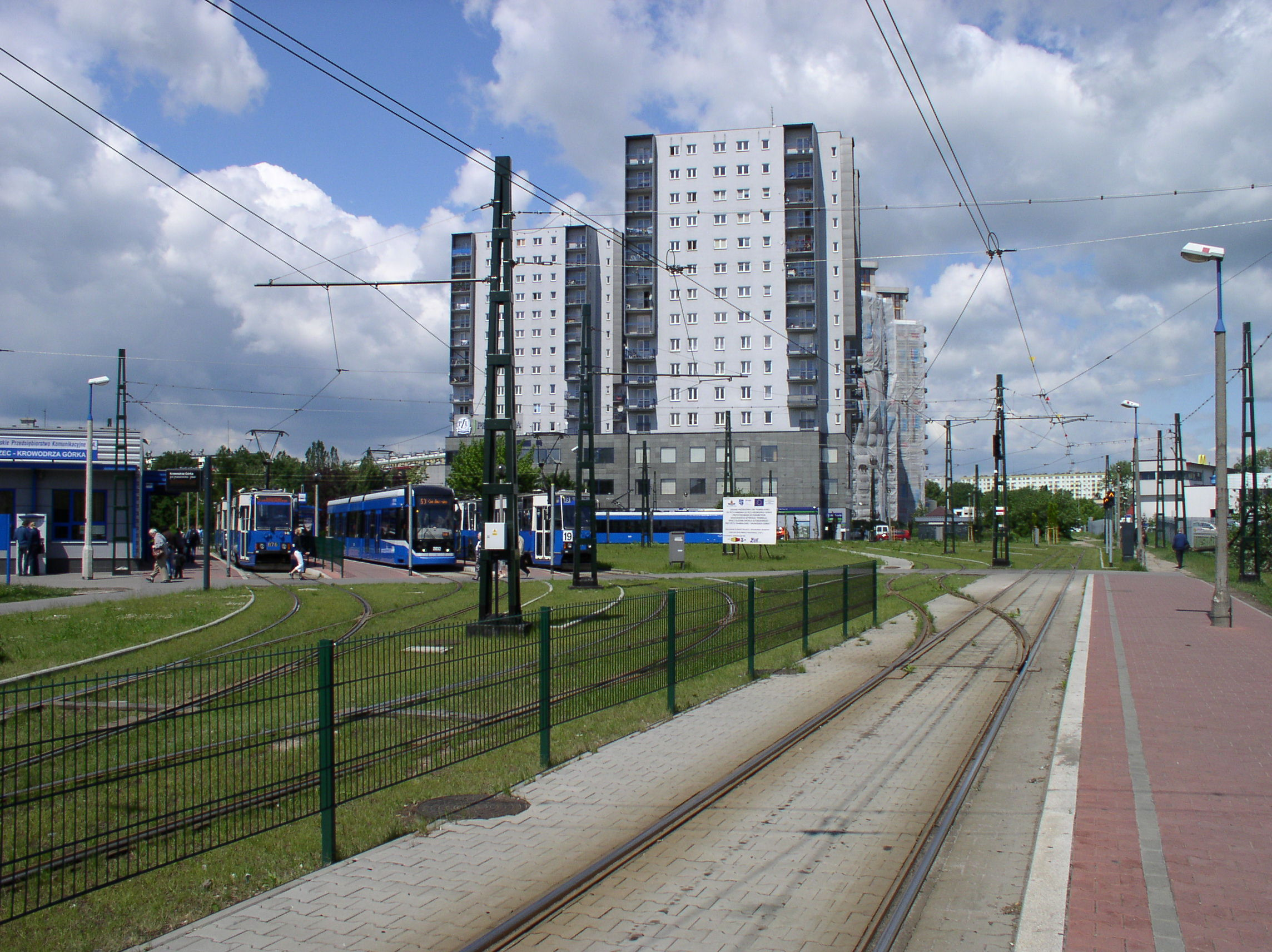
Pętla tramwajowa Krowodrza Górka (2008)

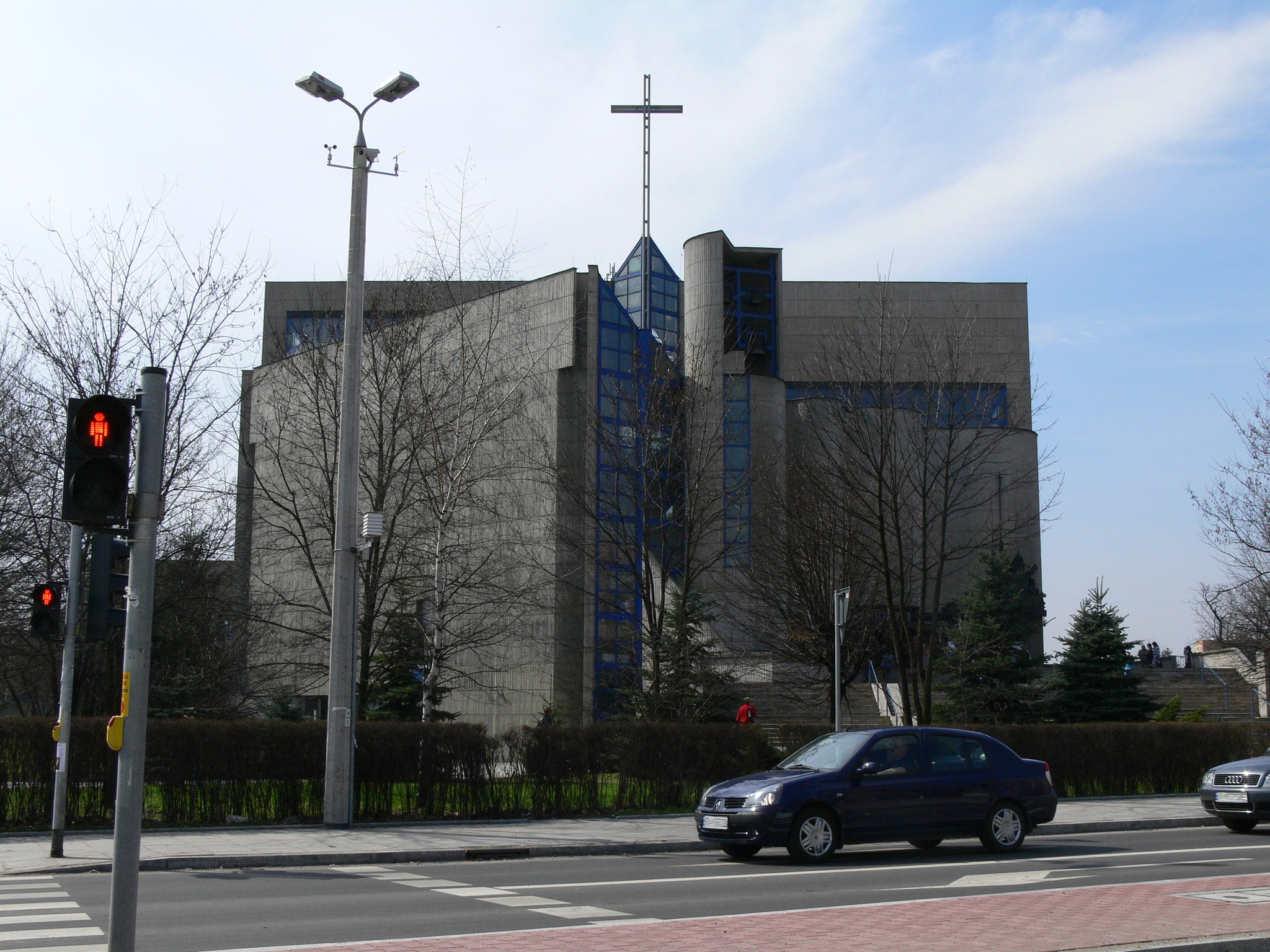
Kościół św. Jadwigi Królowej w Krakowie

Osiedle Krowodrza Górka – osiedle w Krakowie wchodzące w skład Dzielnicy IV Prądnik Biały, niestanowiące jednostki pomocniczej niższego rzędu w ramach dzielnicy.

## Położenie
Osiedle jest położone między ulicami: Opolską od strony północnej, Władysława Łokietka oraz Batalionu „Skała” AK od strony zachodniej, Wybickiego od strony południowej i linią tramwajową od strony wschodniej. W obrębie osiedla znajdują się, częściowo lub w całości, ulice: Kluczborska, Rusznikarska, Rusznikarska-Deptak, Fieldorfa-Nila i Krowoderskich Zuchów.

## Historia

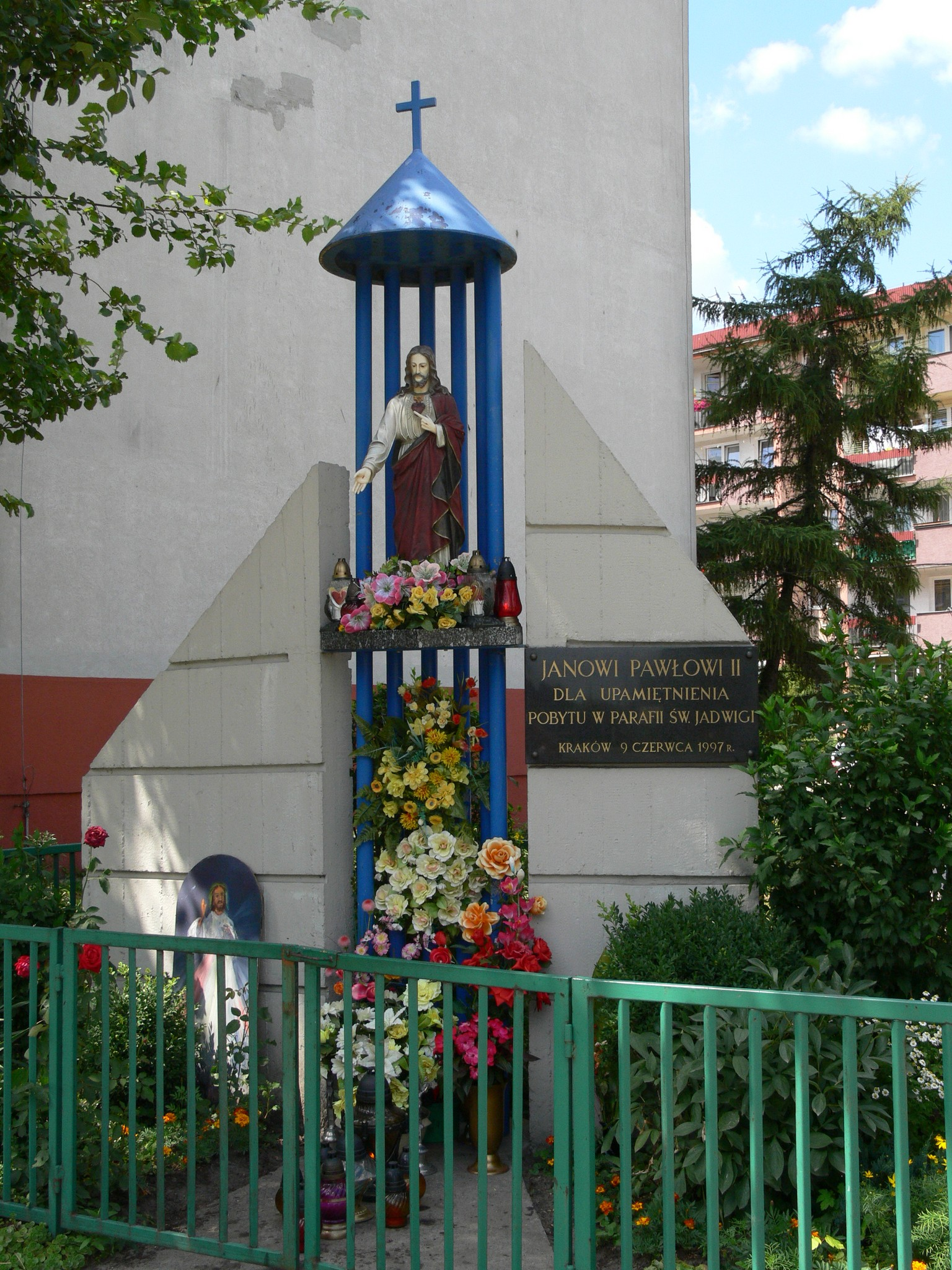
Tablica upamiętniająca wizytę Jana Pawła II (9 czerwca 1997 r.)

Tereny Krowodrzy Górki zostały przyłączone do Krakowa w 1910 roku, jako część ówczesnej XVII dzielnicy katastralnej – Krowodrza. Pierwsze budynki w typie podmiejskiej zabudowy jednorodzinnej na jej obszarze powstały przed II wojną światową w okolicy obecnej ulicy Rusznikarskiej-Deptak, zwanej wówczas Nad Sudołem. Budowa osiedla rozpoczęła się w 1968 roku według projektu urbanistycznego autorstwa Mieczysława Turskiego. Projekty poszczególnych bloków sporządzili Maria i Jerzy Chronowscy, z którymi współpracowali Stefan Golonka oraz Krystyna Różyska-Tołłoczko. Koncept urbanistyczny osiedla został oparty na osi ciągu pieszego, prowadzącej z północy na południe, od kładki nad ulicą Opolską, łączącą Krowodrzę Górkę z osiedlem Prądnik Biały Zachód, dalej w ciągu ulicy Rusznikarskiej-Deptak do ulicy Wybickiego. Owa oś została wytyczona w taki sposób, że południowe przedłużenie jej perspektywy wychodzi dokładnie pod Kościół Mariacki. Deptak przechodzi przez prześwity między ustawionymi do niego szczytem budynkami oraz przecina ulicę Krowoderskich Zuchów - zasadniczy trzon komunikacji drogowej i autobusowej na osiedlu. W miejscu tego przecięcia, zostało wyznaczone urbanistyczne centrum osiedla, zaakcentowane skośnym ustawieniem czterech, czteropiętrowych podłużnych bloków, układających się w kształt rombu, wzdłuż którego dłuższej przekątnej prowadzi ulica Krowoderskich Zuchów, zaś krótszej - osiedlowy deptak. Na środku powstałej w ten sposób przestrzeni, równolegle do ulicy Krowoderskich Zuchów zrealizowano dwa podłużne pawilony handlowe, po północnej i południowej stronie ulicy, z charakterystycznymi rusztami pergoli projektu Chronowskich, pod którymi prostopadle do płaszczyzn pawilonów prowadzi oś ciągu pieszego osiedla. Taki układ centrum założenia miał być formą rynku z sukiennicami. Układ bloków podłużnych z południową ekspozycją elewacji uwzględnia właściwe przewietrzanie zespołu zgodnie z kierunkiem większości wiatrów w Krakowie z zachodu na wschód, z kolei odległości pomiędzy budynkami mają na względzie odpowiednie nasłonecznienie na osiedlu. Za projekt i realizację układu urbanistycznego osiedle otrzymało w 1976 roku tytuł Wicemister Krakowa.
Obecną nazwę osiedla nadano w 1971 roku, od 1974 osiedle nosiło nazwę XXX-lecia PRL. Nazwę przywrócono w 1991 roku. Jeszcze w latach 90. pośrodku osiedla pozostawało sporo pustej przestrzeni, na której znajdowały się ogródki działkowe. Od tego czasu niemal cała ta przestrzeń została zagospodarowana. Bloki zbudowano także na obrzeżach osiedla, ze wszystkich stron, na wschodzie sięgają one aż do stadionu Clepardii Kraków, na zachodzie ciągną się za Kościołem św. Jadwigi. Dwa bloki przy ulicy Wybickiego nr 1-3, wybudowane dla pracowników WSK Kraków na przełomie lat 80/90, powszechnie nazywa się „Wybickiego”. Do osiedla należą też pawilony przy ulicy Opolskiej 37.
W 1984 roku oddano przedłużony fragment linii tramwajowej od pętli „Dworzec Towarowy” do pętli na osiedlu XXX-lecia PRL. W 2007 roku ów odcinek sieci tramwajowej został gruntownie przebudowany z obiema pętlami. Przy pętli „Krowodrza Górka” zlokalizowano dworzec dla autobusów komunikacji miejskiej, obsługujący większość linii aglomeracyjnych kursujących na północne przedmieścia Krakowa.
Latem 2020 roku rozpoczęła się budowa linii tramwajowej od pętli Krowodrza Górka do osiedla Górka Narodowa (w tym przebudowa pętli Krowodrza Górka). Planowany termin oddania inwestycji był przewidziany na koniec 2022 roku. Ostatecznie od 4 września 2023 tramwaje zaczęły kursować między Krowodrzą Górką a Górką Narodową.
Ze względu na prowadzone prace na terenie pętli Górka Narodowa P+R, do końca 2023 przewóz pasażerów odbywał się wyłącznie do przystanku Papierni Prądnickich, zlokalizowanego przy skrzyżowaniu z ulicą Banacha, na odcinku Papierni Prądnickich – Górka Narodowa P+R przejazd tramwaju odbywał się jako przejazd techniczny, bez pasażerów. 

### Ważne wydarzenia
- Wizyta papieża Jana Pawła II w parafii pw. św. Jadwigi Królowej, 9 czerwca 1997 r.
- Pożar DH "Gigant" – 28 maja 2003 r. Doszczętnie spłonął wtedy wielkopowierzchniowy dom handlowy przy ul. Wybickiego 6, zbudowany jeszcze w 1982. Straty sięgnęły 2,4 mln zł. Przyczyną pożaru było podpalenie – sporządzone przez biegłych ekspertyzy wykazały, że pożar w Domu Handlowym "Gigant" został wzniecony po rozlaniu substancji łatwopalnych na dużej powierzchni posadzki[10].

## Infrastruktura
Urzędy:
- Urzędy Skarbowe przy ul. Krowoderskich Zuchów 2:[11]
  - Drugi Urząd Skarbowy Kraków
  - Urząd Skarbowy Kraków-Krowodrza
  - Urząd Skarbowy Kraków-Śródmieście
  - Urząd Skarbowy Kraków-Prądnik
- Urzędy Pocztowe[12]:
  - FUP Kraków 23, ul. Opolska 37
  - FUP Kraków 73, ul. Bratysławska 2 lok. 5/1
  - AP Kraków, ul. Józefa Wybickiego 3A

Szkolnictwo i edukacja:
- Szkoła Podstawowa nr 15 im. księdza kardynała Karola Wojtyły, ul. Kluczborska 3 (1973 do 1999 oraz od września 2017, w latach 1999-2019 Gimnazjum nr 12)
- Szkoła Podstawowa nr 21 im. Władysława Jagiełły, ul. Batalionu "Skała" AK 12 (od 1972)
- Prywatna Szkoła Podstawowa nr 2, ul. Kluczborska 3 (od września 2014; do 2019 także Prywatne Gimnazjum nr 2; od 2020 nowa siedziba przy ul. Pachońskiego 5M)[13]
- Katolicka Szkoła Podstawowa im. św. Jadwigi Królowej w Krakowie, ul. W. Łokietka 60
- Przedszkole Samorządowe nr 130, ul. Krowoderskich Zuchów 28
- Przedszkole Samorządowe nr 138, ul. Krowoderskich Zuchów 15A
- Przedszkole Niepubliczne „Pod Skrzydłami”, ul. Batalionu „Skała” AK 2 (przedszkole „Waldorfskie”)
- Żłobek Samorządowy nr 24, ul. Opolska 11
- Klub dziecięcy Momi Klub, ul. Wybickiego 1[14]
- Żłobek ZABAWA, ul. Pod Fortem 2d (żłobek prywatny, świadczy usługi opieki nad dziećmi do 3 lat)

Zdrowie:
- Niepubliczny Zakład Opieki Zdrowotnej (przychodnia), ul. Rusznikarska 17

Na osiedlu znajduje się pętla autobusowo-tramwajowa, przystosowana do obsługi Krakowskiego Szybkiego Tramwaju.

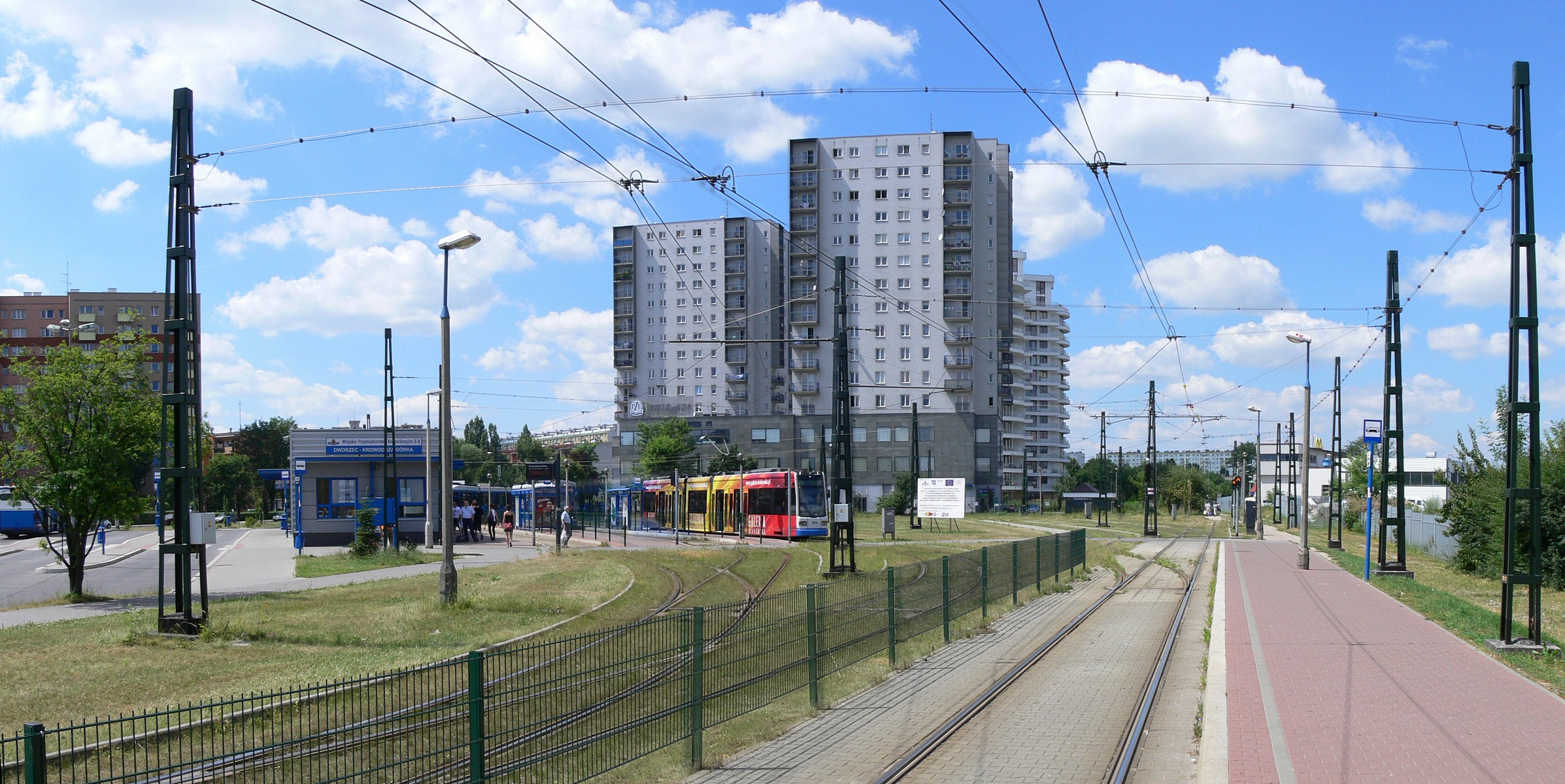
Dworzec autobusowo-tramwajowy MPK Krowodrza Górka w Krakowie (2010)

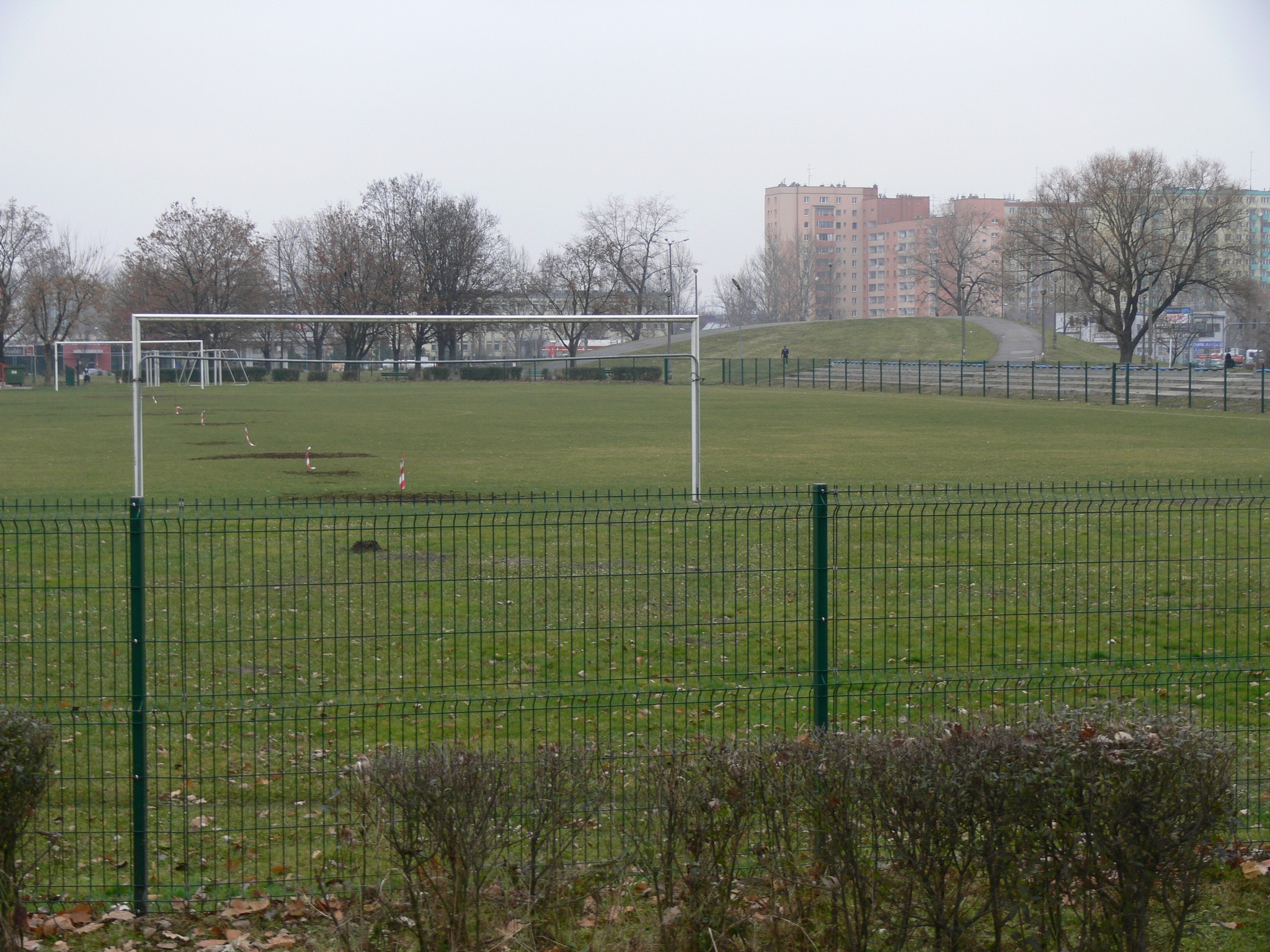
Park Krowoderski – boisko PKS Jadwiga, górka saneczkarska

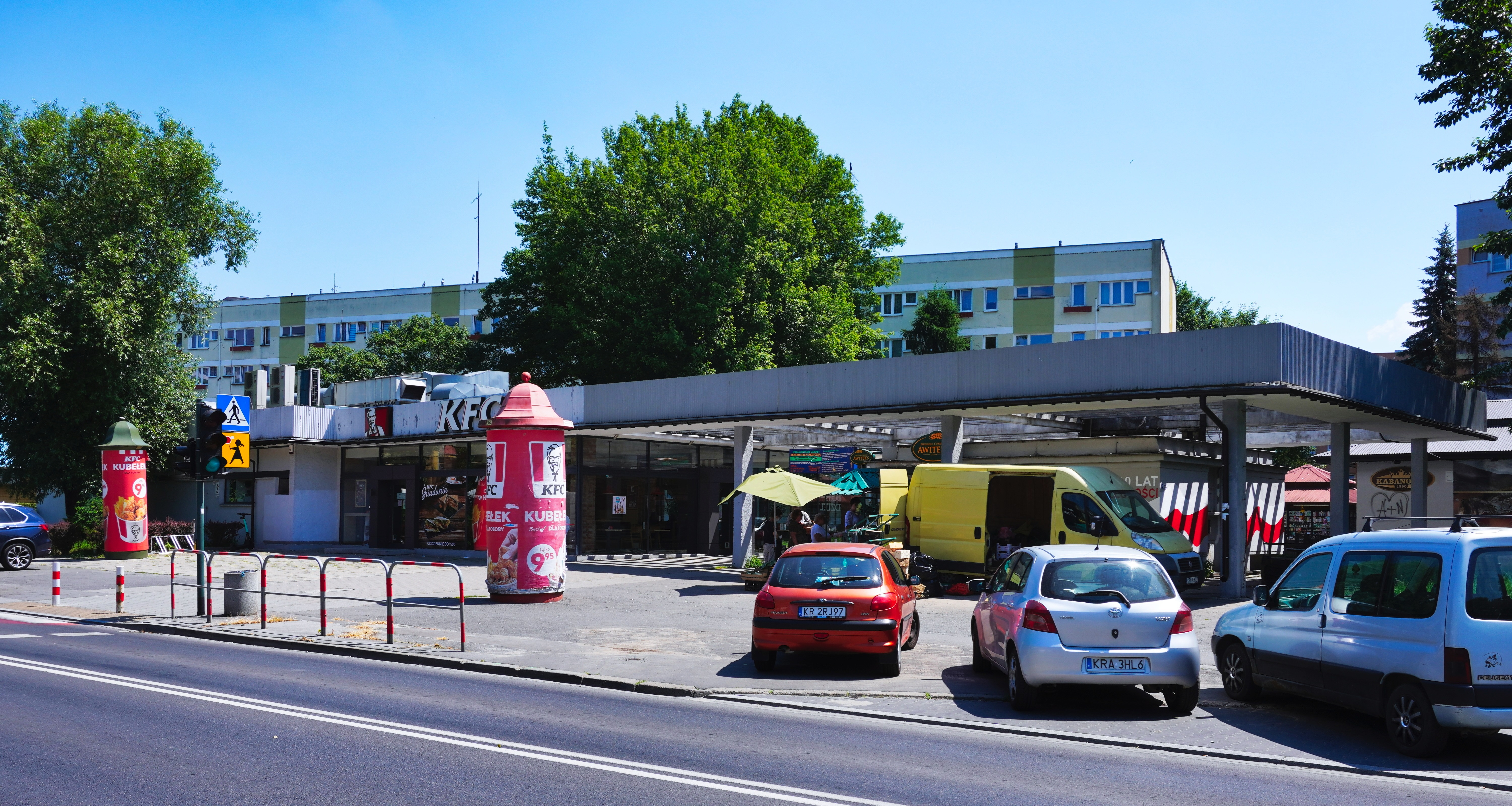
Pawilon handlowy, ul. Krowoderskich Zuchów 21 (proj. Maria i Jerzy Chronowscy)
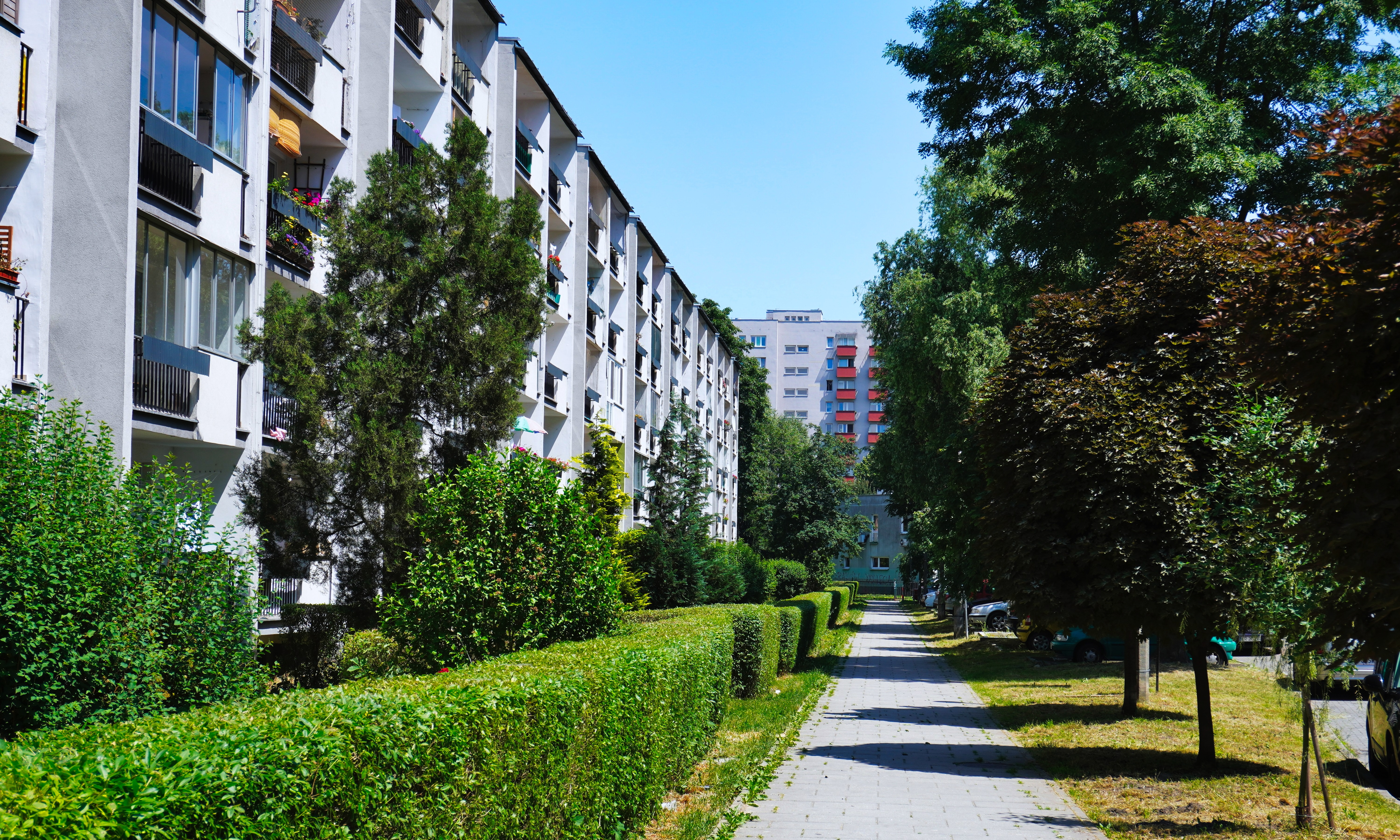
Wnętrze osiedla, blok przy ul. Krowoderskich Zuchów 25
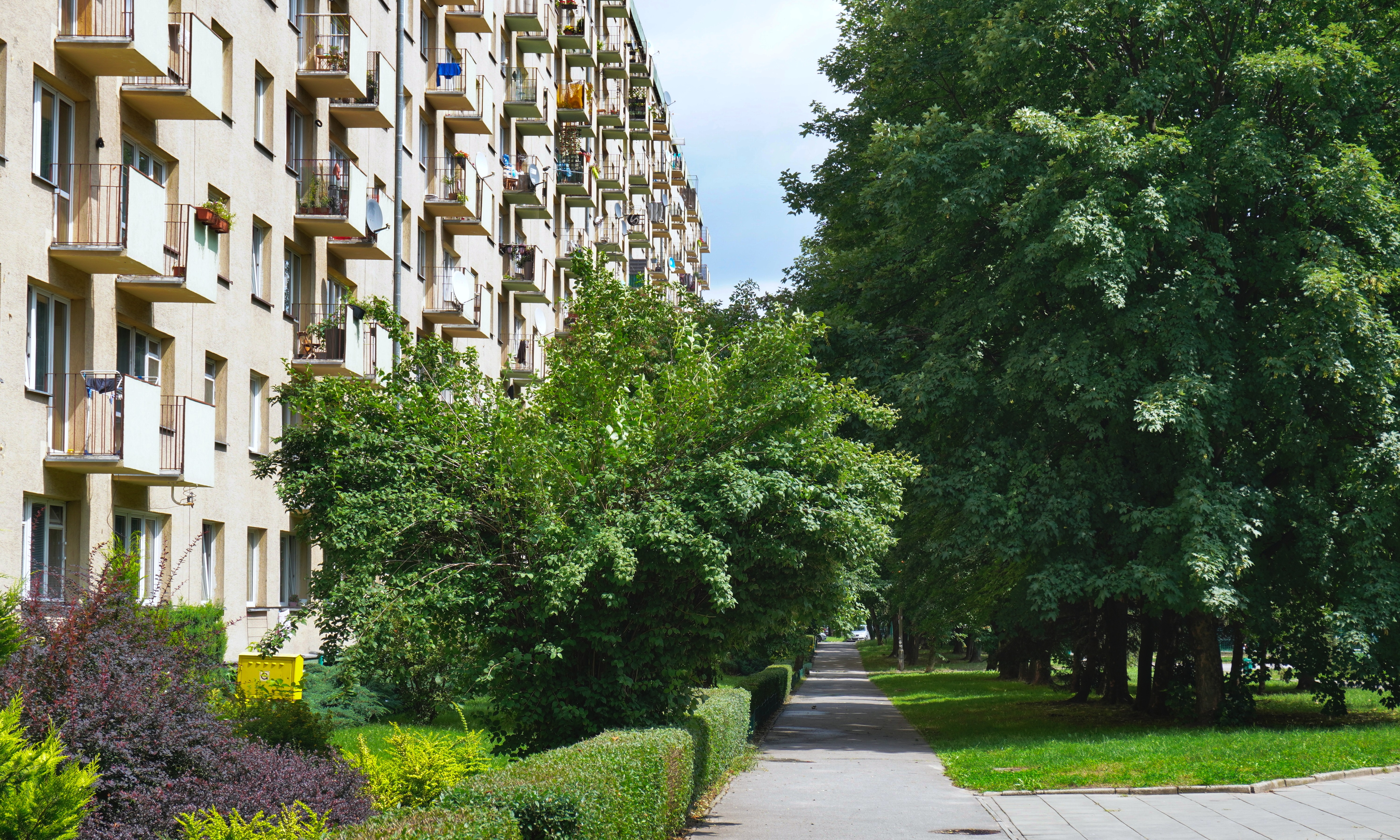
Wnętrze osiedla, widok na wschód
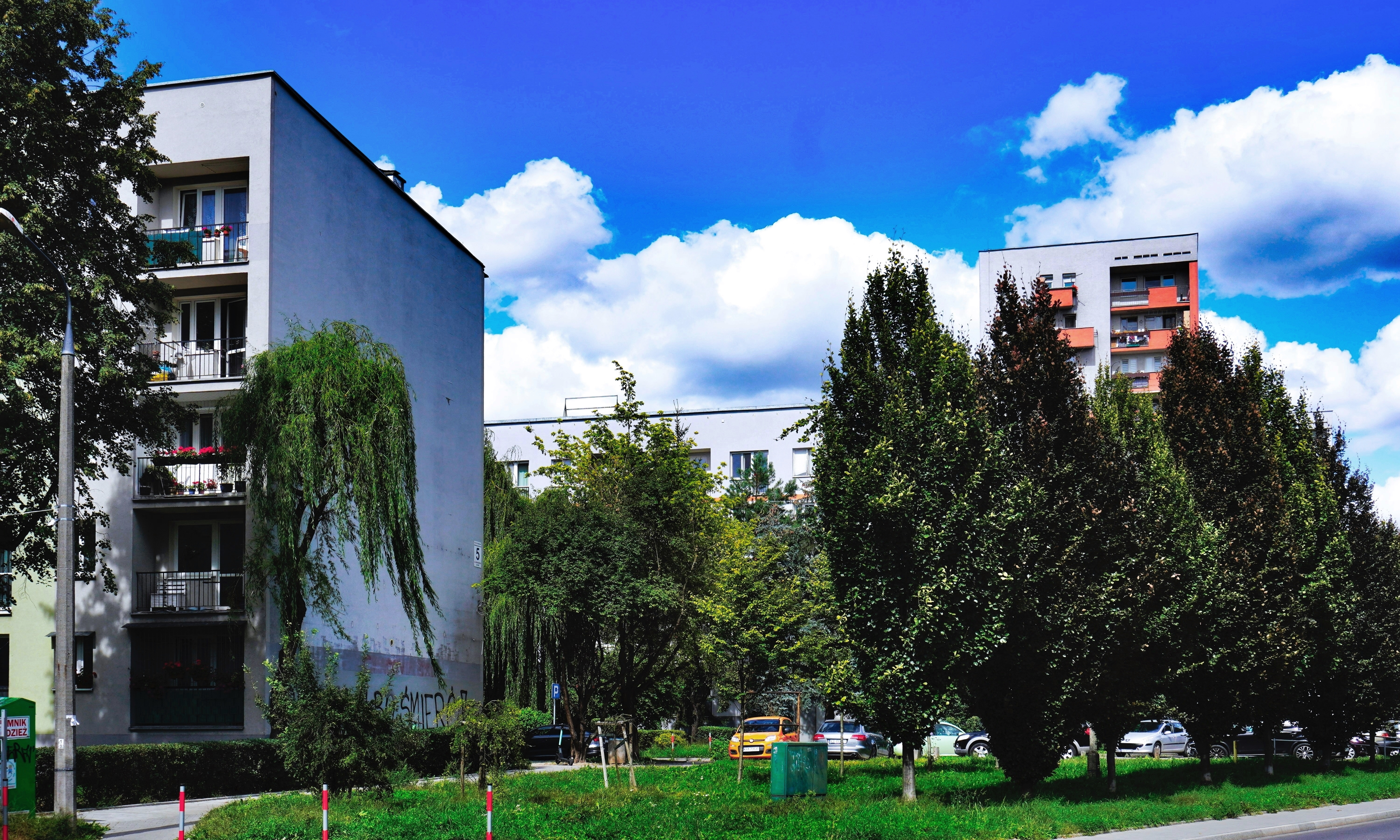
Wschodnia strona osiedla, bloki przy ul. Krowoderskich Zuchów 5, 7 i 9
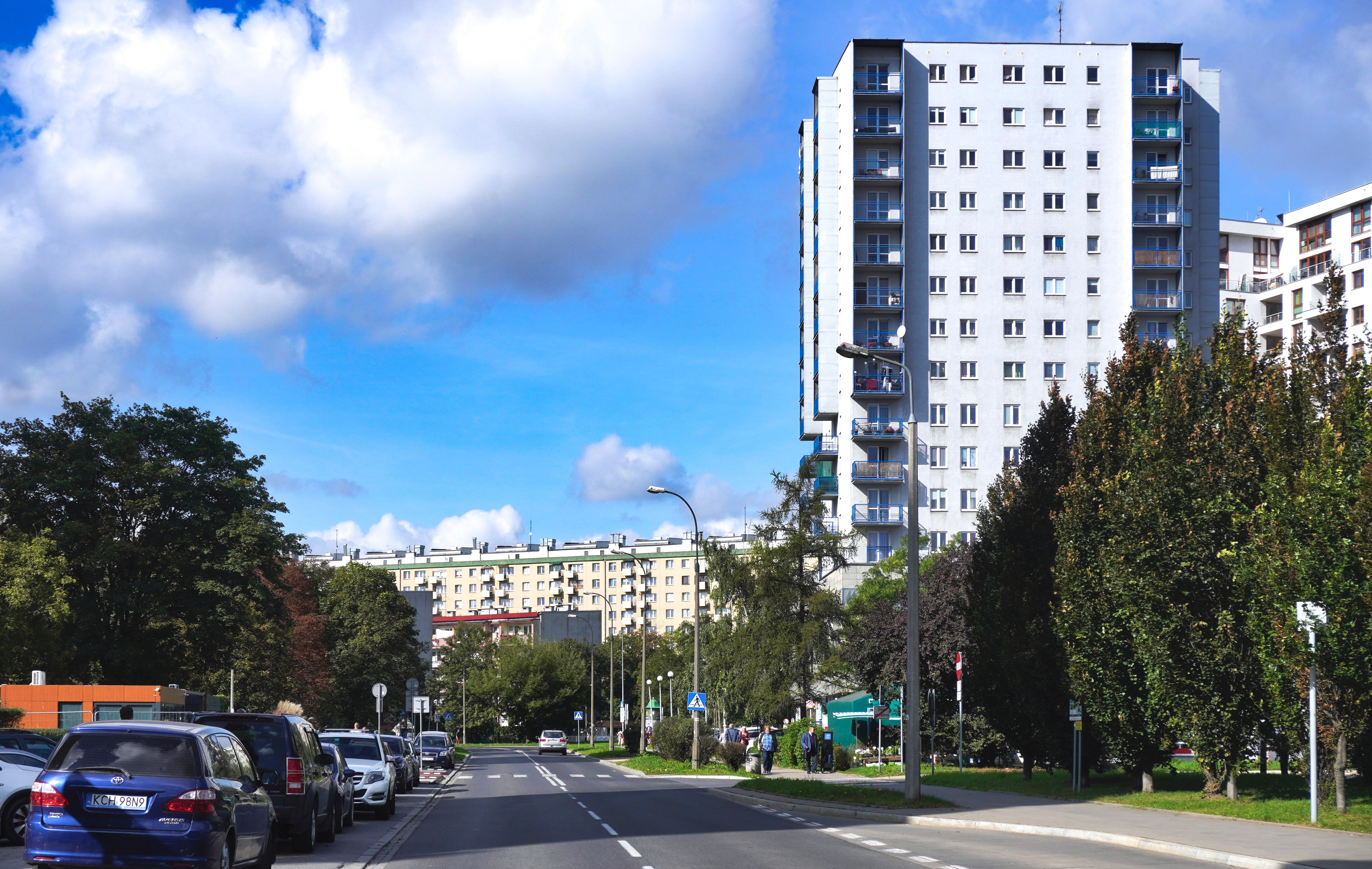
Ulica Krowoderskich Zuchów

## Tereny zielone i rekreacja
W bezpośrednim sąsiedztwie osiedla znajdują się dwa parki:
- Park Krowoderski – na jego terenie znajduje się boisko PKS Jadwiga (dawniej należące do KS Krowodrza), rekreacyjna górka saneczkarska, szereg mniejszych boisk i terenów rekreacyjnych, a także ogródek jordanowski i urządzenia małej architektury. Park jest podzielony na dwie części, wschodnią i zachodnią, pomiędzy nimi biegnie ul. Władysława Łokietka.
- Park im. Stanisława Wyspiańskiego – tzw. "Stary Park", powstały na zasypanym forcie austriackim – stąd charakterystyczny wygląd parku, przypominający krater. W sercu parku znajduje się teren zielony z alejkami i ławkami oraz placem zabaw dla dzieci. Na obrzeżach parku znajdują się rodzinne ogrody działkowe.

Na osiedlu Krowodrza Górka niedaleko pętli autobusowo-tramwajowej rozpoczyna się Szlak Orlich Gniazd, przez Park Krowoderski przebiega trasa rowerowa nr 2 Park Młynówka Królewska do Ojcowa.

## Usługi
Mieszkańcy osiedla korzystać mogą z filii nr 20 Biblioteki Kraków, usytuowanej w pawilonie handlowym przy ul. Opolskiej 37. Posiada ona wypożyczalnię dla dorosłych, wypożyczalnię dla dzieci i młodzieży oraz czytelnię.
Na osiedlu znajdują się supermarkety większych sieci oraz te należące do sieci franczyzowych. Znajdują się tu także stacje benzynowe, lokale gastronomiczne,  placówki banków oraz hotel.